# 80e parallèle nord
Pour les articles homonymes, voir 80e parallèle.
En géographie, le 80e parallèle nord est le parallèle joignant les points de la surface de la Terre dont la latitude est égale à 80° nord.

## Géographie

### Dimensions
Dans le système géodésique WGS 84, au niveau de 80° de latitude nord, un degré de longitude équivaut à 19,393 km ; la longueur totale du parallèle est donc de 6 982 km, soit environ  17,4% de celle de l'équateur. Il en est distant de 8 885 km et du pôle Nord de 1 117 km,.
Comme tous les autres parallèles à part l'équateur, le 80e parallèle nord n'est pas un grand cercle et n'est donc pas la plus courte distance entre deux points, même situés à la même latitude. Par exemple, en suivant le parallèle, la distance parcourue entre deux points de longitude opposée est 3 491 km ; en suivant un grand cercle (qui passe alors par le pôle nord), elle n'est que de 2 234 km.

### Durée du jour
À cette latitude, le soleil est visible toute la journée au solstice d'été, et reste sous l'horizon toute la journée au solstice d'hiver.

### Régions traversées
Le 80e parallèle nord atteint le seuil des dernières terres émergées du globe dans l'hémisphère nord. Seule la Norvège (si l'on considère les îles Svalbard), la Russie (la péninsule de Taïmyr et ses îles du Nord et la Nouvelle-Zemble), le Groenland et le Canada possèdent des terres émergées aussi proches du pôle (moins de 1200 km).